# 小口小鰾鮈
小口小鰾鮈（学名：Microphysogobio microstomus）为輻鰭魚綱鯉形目鲤科小鰾鮈屬的鱼类，是中国的特有物种。分布于长江下游的太湖附屬水体等，屬于中下层生活的小型鱼类，體長可達6.2公分。其一般栖息于常栖息在沿岸浅水区。该物种的模式产地在江苏吴江。

## 扩展阅读
維基物種上的相關：小口小鰾鮈